# 2022 год в палеотериологии
Палеотериология — раздел палеонтологии позвоночных, объектом изучения которого являются древние млекопитающие.
В нижеследующем списке перечислены исследования, связанные с изучением ископаемых остатков млекопитающих, опубликованные в рецензируемой литературе в 2022 году.

## Исследования общей направленности
- Yamanaka опубликовал исследование эволюции и онтогенетического развития многобугорковых зубов млекопитающих[1].
- Houssaye опубликовала исследование, показавшее, что после утраты значительной части костной массы при переходе к активному плаванию некоторые вымершие морские млекопитающие вторично приобретали её[2].
- Velazco et al. провели филогенетический анализ современных и вымерших млекопитающих, в который были включены не анализировавшиеся ранее окаменелости из отложений мела и палеогена. Введена новая клада Tamirtheria (лептиктиды и родственники), сестринская к плацентарным (Placentalia). Анализ восстановил дельтатеридия (Deltatheridium) в качестве представителя кроновой группы сумчатых (Marsupialia), а не как стволового метатерия (Metatheria)[3].
- Solé et al. опубликовали исследование эволюции сообществ плотоядных млекопитающих (Mesonychidae, Oxyaenidae, Hyaenodonta и Carnivoramorpha), живших в Европе во времена палеогенового периода[4].
- Основываясь на распространении эоценовых млекопитающих Евразии, Licht et al. пришли к выводу о существовании в те времена ранее непризнанной биогеографической провинции — Балканатолии (англ. Balkanatolia)[5].
- Zouhri & Amane опубликовали исследование биохронологии[англ.] и биогеографии неогеновых млекопитающих Марокко[6].
- Nguy & Secord предприняли попытку реконструкции среды обитания, существовавшей в центральной части Великих равнин (нынешние США) во времена среднего миоцена, основываясь на стабильных изотопах, отложившихся в зубной эмали копытных[7].
- Benites-Palomino et al. описали новое скопление остатков морских млекопитающих из верхнеплиоценовой формации Хоркон (Horcón Formation), в котором были обнаружены кости настоящего тюленя, зубатого кита группы Delphinoidea и усатого кита. Остатки настоящего тюленя являются самыми молодыми доплейстоценовыми свидетельствами распространения этого семейства в Южной Америке[8].
- Iltsevich & Sablin описали остатки лошадиных (Equidae) и свиных (Suidae; вид Sus strozzi) из нижнеплейстоценового местонахождения Палан-Тюкан (Palan-Tyukan) в Азербайджане. Открытие подтверждает, что в этой местности существовало высокое разнообразие сред обитания: от влажных лесов до кустарниковых местностей или даже саванн[9].
- Dembitzer et al. пришли к выводу о существовании корреляции между размером мозга и предрасположенностью к вымиранию представителей позднечетвертичной мегафауны: животные с большим мозгом успешнее приспосабливались к меняющимся условиям среды обитания[10][11].
- Domínguez-García et al. описали остатки грызунов, «насекомоядных», зайцеобразных и рукокрылых из пещеры Постес (мезолит-халколит) в юго-западной Испании, которые, как предполагается, были накоплены в результате хищнической деятельности филинов, а также мелких и среднеразмерных хищных млекопитающих, таких как лисицы[12].

## Первозвери
| Название      | Новшество         | Авторы          | Возраст    | Типовая местность | Страна                            | Примечания                                                               | Илл. | ZB |
| ------------- | ----------------- | --------------- | ---------- | ----------------- | --------------------------------- | ------------------------------------------------------------------------ | ---- | -- |
| Murrayglossus | Gen. et comb. nov | Flannery et al. | Плейстоцен | Мамонтова пещера  | Австралия · ( Западная Австралия) | Крупная ехидна; новая комбинация для "Zaglossus" hacketti Glauert, 1914. |      |    |

## Метатерии

### Спарассодонты
- Tarquini, Ladevèze & Prevosti опубликовали исследование эволюции и причин вымирания спарассодонтов[14].
- Pino et al. оценили направления макроэволюции спарассодонтов, а также темпы их диверсификации и вымирания, заключив, что к исчезновению этого отряда могло привести резкое изменение регионального ландшафта[15].
- Engelman & Croft опубликовали исследование, подтвердившее возможность определения положения изолированных зубов спарассодонтов с помощью канонического корреляционного анализа[16].

### Двурезцовые сумчатые
| Название                 | Новшество         | Авторы                  | Возраст            | Типовая местность                    | Страна               | Примечания | Илл. | ZB |
| ------------------------ | ----------------- | ----------------------- | ------------------ | ------------------------------------ | -------------------- | --- | ---- | -- |
| Gumardee keari           | Sp. nov           | Travouillon et al.      | Миоцен             |                                      | Австралия            | Представитель Macropodiformes. |      |    |
| Gumardee webbi           | Sp. nov           | Travouillon et al.      | Миоцен             |                                      | Австралия            | Представитель Macropodiformes. |      |    |
| Morotodon                | Gen. et sp. nov   | Crespo, Goin & Pickford | Миоцен (бурдигал)  |                                      | Уганда               | Возможно, представитель семейства Herpetotheriidae. Включает единственный вид — M. aenigmaticus.                                     |      |    |
| Nombe                    | Gen. et comb. nov | Kerr & Prideaux         | Верхний плейстоцен |                                      | Папуа — Новая Гвинея | Представитель подсемейства Macropodinae семейства кенгуровых. Включает единственный вид — "Protemnodon" nombe Flannery et al., 1983. |      |    |
| Pitheculites ipururensis | Sp. nov           | Stutz et al.            | Миоцен (лавентан)  | Формация Ипуруро (Ipururo Formation) | Перу                 | Ценолест. |      |    |

- Wagstaffe et al. изучили эволюционную историю локомоции «гигантских кенгуру» из подсемейств Sthenurinae и Macropodinae[21].

## Афротерии

### Нотоунгуляты
| Название       | Новшество       | Авторы         | Возраст                             | Типовая местность | Страна  | Примечания                                                                         | Илл. | ZB |
| -------------- | --------------- | -------------- | ----------------------------------- | ----------------- | ------- | ---------------------------------------------------------------------------------- | ---- | -- |
| Charruatoxodon | Gen. et sp. nov | Ferrero et al. | Верхний плиоцен — нижний плейстоцен |                   | Уругвай | Представитель семейства Toxodontidae. Включает единственный вид — C. uruguayensis. |      |    |

### Хоботные
| Название                   | Новшество | Авторы    | Возраст | Типовая местность                     | Страна | Примечания             | Илл. | ZB |
| -------------------------- | --------- | --------- | ------- | ------------------------------------- | ------ | ---------------------- | ---- | -- |
| Platybelodon tetralophus   | Sp. nov   | Wang & Li | Миоцен  | Формация Тунггур (Tunggur Formation)  | Китай  | Вид платибелодонов.    |      |    |
| Stegotetrabelodon emiratus | Sp. nov   | Sanders   | Миоцен  | Формация Байнуна (Baynunah Formation) | ОАЭ    | Вид Stegotetrabelodon. |      |    |

- Ameen et al. оценили гипоплазию зубной эмали среднемиоценовых динотериев (Deinotherium), остатки которых были обнаружены в пакистанской части Сивалика. Исследователи предположили, что гипоплазии соответствовал экологический стресс, прежде всего связанный с изменением растительного покрова, который мог стать одной из основных причин исчезновения динотериев на территории пакистанского Сивалика к началу позднего миоцена[25].
- Pardi & DeSantis изучили стабильные изотопы и микроповреждения зубов мамонтов (Mammuthus) и американских мастодонтов (Mammut americanum), живших во временном промежутке с максимума последнего оледенения до конца плейстоцена (25—11,7 тысяч лет назад). Исследователи пришли к выводу, что мамонты в основном специализировались на питании травой, но за пределами наиболее экологически подходящих областей своего распространения чаще переходили к смешанному питанию; согласно анализу, мастодонты в меньшей степени, чем мамонты, специализировались на питании определённой растительностью[26].
- Koenigswald et al. описали неполный скелет "Mammut" borsoni из виллафранка Германии (Кальтензундхайм, Тюрингия); это один из самых молодых экземпляров мастодонтов, обнаруженных в Европе[27].
- Lopes et al. опубликовали исследование соотношения изотопов углерода и кислорода в зубах неполовозрелого мастодонта, обнаруженных на юге Бразилии; палеонтологи интерпретировали свои выводы как свидетельствующие об изменении рациона в течение жизни животного и указывающие на то, что мастодонты могли менять свой рацион в более короткие промежутки времени, чем это можно выяснить на основе анализа изолированных зубов[28].
- Alberdi & Prado опубликовали исследование происхождения, распространения и экологии южноамериканских гомфотериевых[29].
- Parray et al. описали остатки cf. Sinomastodon sp. из четвертичных отложений Кашмирской долины. Это самый молодой материал гомфотериевых, обнаруженный на Индийском субконтиненте[30].
- Scarborough изучил размерную изменчивость палеолоксодонов Сицилии, Фавиньяны и Мальты, населявших Сицило-Мальтийский палеоархипелаг (Siculo-Maltese Palaeoarchipelago) в плейстоцене. По мнению автора исследования, эта вариативность могла быть вызвана продолжительной изоляцией или экологическими стрессорами, связанными с максимумом последнего оледенения[31].

### Сирены
| Название    | Новшество       | Авторы                      | Возраст       | Типовая местность                  | Страна          | Примечания                                                                         | Илл. | ZB |
| ----------- | --------------- | --------------------------- | ------------- | ---------------------------------- | --------------- | ---------------------------------------------------------------------------------- | ---- | -- |
| Dakhlasiren | Gen. et sp. nov | Zouhri, Zalmout & Gingerich | Верхний эоцен | Формация Самлат (Samlat Formation) | Западная Сахара | Представитель семейства Protosirenidae. Включает единственный вид — D. marocensis. |      |    |

- Díaz-Berenguer et al. изучили череп Sobrarbesiren cardieli[англ.], а также предприняли попытку установить филогенетическое положение этого таксона[33].

## Ксенартры

### Броненосцы
| Название  | Новшество       | Авторы           | Возраст                    | Типовая местность | Страна    | Примечания                                          | Илл. | ZB |
| --------- | --------------- | ---------------- | -------------------------- | ----------------- | --------- | --------------------------------------------------- | ---- | -- |
| Kelenkura | Gen. et sp. nov | Barasoain et al. | Верхний миоцен (Chasicoan) |                   | Аргентина | Глиптодонт. Включает единственный вид — K. castroi. |      |    |

- Machado, Marroig & Hubbe опубликовали исследование темпов морфологической эволюции черепов глиптодонтов (Glyptodontinae)[35].
- Sedor et al. описали ископаемые остатки броненосца Utaetus buccatus из отложений среднеэоценовой формации Гуабиротуба[англ.] (юго-восточная Бразилия)[36].

### Неполнозубые
| Название      | Новшество         | Авторы        | Возраст                                                  | Типовая местность | Страна              | Примечания | Илл. | ZB |
| ------------- | ----------------- | ------------- | -------------------------------------------------------- | ----------------- | ------------------- | --- | ---- | -- |
| Mcdonaldocnus | Gen. et comb. nov | Gaudin et al. | Средний миоцен — нижний плиоцен (Friasian—Montehermosan) |                   | Аргентина · Боливия | Наземный ленивец из семейства Nothrotheriidae; новая комбинация для "Xyophorus" bondesioi Scillato-Yané, 1979. |      |    |

- Barbosa et al. опубликовали исследование патологий трёх сочленённых позвонков гигантского ленивца Eremotherium laurillardi, которые были найдены в пещере Тока-дас-Онкас (Бразилия). Палеонтологи пришли к выводу, что пещера функционировала как естественная ловушка, служившая местом гибели случайно попадавших в неё животных[38].
- Haro et al. описали остатки задних конечностей гигантского ленивца клады Scelidotheriinae[англ.], обнаруженные в плиоценовых отложениях провинции Кордова (Аргентина)[39].

## Euarchontoglires

### Тупайи
| Название   | Новшество       | Авторы        | Возраст        | Типовая местность      | Страна                    | Примечания                                    | Илл. | ZB |
| ---------- | --------------- | ------------- | -------------- | ---------------------- | ------------------------- | --------------------------------------------- | ---- | -- |
| Sivatupaia | Gen. et sp. nov | Sehgal et al. | Средний миоцен | Местонахождение Dehari | Индия · (Джамму и Кашмир) | Включает единственный вид — S. ramnagarensis. |      |    |

### Приматы
| Название              | Новшество       | Авторы           | Возраст           | Типовая местность                    | Страна   | Примечания                                                        | Илл. | ZB |
| --------------------- | --------------- | ---------------- | ----------------- | ------------------------------------ | -------- | ----------------------------------------------------------------- | ---- | -- |
| Chlorocebus ngedere   | Sp. nov         | Arenson et al.   | Нижний плейстоцен | Lower Ngaloba Beds                   | Танзания | Представитель рода зелёных мартышек.                              |      |    |
| Khoratpithecus magnus | Sp. nov         | Chaimanee et al. | Верхний миоцен    |                                      | Таиланд  | Гоминид подсемейства понгин.                                      |      |    |
| Sawecolobus           | Gen. et sp. nov | Gommery et al.   | Верхний миоцен    | Формация Лукейно (Lukeino Formation) | Кения    | Тонкотелая обезьяна. Включает единственный вид — S. lukeinoensis. |      |    |

- Fleagle, Gladman & Kay описали хорошо сохранившуюся бедренную кость базальной (стволовой) широконосой обезьяны Homunculus patagonicus из нижнеэоценовой формации Санта-Круз[англ.] (Аргентина)[44].
- Mocke et al. сообщили о новом материале человекообразных обезьян из миоценового местонахождения Берг-Аукас (Berg Aukas) в Намибии, а также уточнили место обнаружения нижней челюсти гоминоида, описанной Pickford et al. (2008[45]) из миоцена Нигера. В рамках исследования была изучена палеобиогеография африканских гоминоид[46].

#### Палеоантропология
- Hawks & Berger опубликовали исследование морфологии нижней челюсти Australopithecus sediba. Исследователи оспорили предположение Rak et al. (2021[47]) о том, что часть материала из пещеры Малапа относится к роду Homo, а не к Australopithecus[48].
- Su & Haile-Selassie опубликовали исследование мозаичности среды обитания, существовавшей в плиоцене на территории местонахождения Ворансо-Милле (Эфиопия). Полученные выводы были применены для изучения палеоэкологии и таксономического разнообразия австралопитеков, остатки которых были найдены в местонахождении (Australopithecus anamensis, Australopithecus afarensis и Australopithecus deyiremeda)[49].
- Лопатин, Мащенко и Ле Суан описали зубные остатки Gigantopithecus blacki из верхнеплейстоценовых отложений пещеры Лангчанг[англ.] в северном Вьетнаме (Тханьхоа). Обнаруженный материал представляет собой первые описанные остатки гигантопитеков из верхнего плейстоцена Вьетнама и, вероятно, вторые в верхнем плейстоцене в целом[50].
- Barash et al. описали позвонок неполовозрелого гоминина (Homo sp.), обнаруженный на стоянке Убайдия (Израиль). Гипотетическая взрослая особь была оценена как сопоставимая по размерам с крупными раннеплейстоценовыми гомининами Африки. Исследователи интерпретировали находку как самые ранние известные остатки крупнотелых гоминин, обнаруженные в Левантийском коридоре. Поскольку материал отличается от остатков других ранних евразийских гоминин, но имеет сходство с фоссилиями крупных восточноафриканских гоминин, таких как мальчик из Турканы, авторы работы пришли к выводу, что во времена плейстоцена гоминины как минимум дважды мигрировали из Африки в Евразию[51].
- Barr et al. провели исследование зооархелогических[англ.] данных из отложений Восточной Африки возрастом от 2,6 до 1,2 миллиона лет. Анализ не подтвердил наличие устойчивого увеличения свидетельств хищничества после появления человека прямоходящего (Homo erectus)[52].
- Wu et al. изучили заднюю часть черепа гоминина из стоянки Сюйцзяяо[англ.] (конец среднего плейстоцена, ∼200—160 тыс. лет назад) и пришли к выводу, что увеличение размеров мозга гоминин происходило с разной скоростью во времени и пространстве[53].
- Zanolli et al. изучили внешнюю и внутреннюю структуру зубов Homo luzonensis и, основываясь на методах сравнительной анатомии, предприняли попытку определить происхождение данного вида. По мнению авторов работы, H. luzonensis и H. floresiensis произошли от изолированных на островах H. erectus[54].
- Huang, Li & Gao описали обгоревшие кости из местонахождения Чжоукоудянь-1 (Китай), интерпретированные как свидетельство того, что жившие в этой местности синантропы (Homo erectus pekinensis) были способны к контролируемому использованию огня[55].
- Modesto-Mata et al. опубликовали исследование развития зубов у плейстоценовых гоминид из стоянок Гран-Долина и Сима-де-лос-Уэсос[исп.] в Атапуэрка (Испания)[56].
- Vahdati et al. опубликовали исследование динамики популяций людей позднего плейстоцена, направленное на определение того, как разворачивался процесс замещения архаичных евразийских людей (неандертальцы, денисовцы и пр.) анатомически современными, прибывшими из Африки[57].
- Balzeau & Pagano провели сравнение морфологии основания черепа и связанных с ним анатомических особенностей человека разумного (Homo sapiens) и неандертальца (Homo neanderthalensis)[58].
- Vidal et al. уточнили датировку окаменелостей Омо-I[англ.] (Эфиопия), рядом палеоантропологов рассматриваемых как древнейшие фоссилии человека разумного. Согласно выводам исследователей, минимальный возраст находок составляет 232±22 тысяч лет (прежде отложения, где они были обнаружены, датировали возрастом 197±4 тысяч лет)[59].
- Bretzke et al. изучили археологические, хронологические и седиментологические данные из Джебель-Фая[англ.] (ОАЭ) и пришли к выводу о существовании четырёх периодов заселения юго-восточной Аравии людьми, происходивших между 210 000 и 120 000 лет назад. Исследователи отметили, что короткие периоды увеличения количества осадков способствовали заселению[60].
- Wohns et al. создали крупнейшее генеалогическое древо человечества, включающее генетические последовательности как современных, так и древних людей[61][62].

### Зайцеобразные
| Название               | Новшество | Авторы                        | Возраст           | Типовая местность                          | Страна   | Примечания                                                     | Илл. | ZB |
| ---------------------- | --------- | ----------------------------- | ----------------- | ------------------------------------------ | -------- | -------------------------------------------------------------- | ---- | -- |
| Bohlinotona mongolica  | Sp. nov   | Erbajeva, Flynn & Daxner-Höck | Верхний олигоцен  | Формация Хсанда-Гол (Hsanda Gol Formation) | Монголия | Представитель подсемейства Sinolagomyinae семейства пищуховых. |      |    |
| Pronolagus humpatensis | Sp. nov   | Sen & Pickford                | Нижний плейстоцен | Tchiua Pink Breccia, Humpata Plateau       | Ангола   | Вид рода южноафриканских кроликов.                             |      |    |

### Грызуны
| Название                      | Новшество                | Авторы                 | Возраст                                              | Типовая местность                           | Страна                        | Примечания | Илл.                                      | ZB |
| ----------------------------- | ------------------------ | ---------------------- | ---------------------------------------------------- | ------------------------------------------- | ----------------------------- | --- | ----------------------------------------- | -- |
| Cedromus modicus              | Sp. nov                  | Korth et al.           | Верхний эоцен — нижний олигоцен (чадроний — ореллий) | Формация Бруле (Brule Formation)            | США · ( Небраска)             | Представитель беличьих. |                                           |    |
| Costepeiromys                 | Gen. et sp. nov          | Korth et al.           | Верхний эоцен — нижний олигоцен (чадроний — ореллий) | Формация Чадрон (Chadron Formation)         | США · ( Небраска)             | Представитель подсемейства Prosciurinae семейства аплодонтовых. Включает единственный вид — C. attasorus.                                |                                           |    |
| Debruijnia tintinnabulus      | Sp. nov                  | De Bruijn et al.       | Верхний эоцен                                        | Звонце                                      | Сербия · (Пиротский округ)    | Представитель слепышовых. |                                           |    |
| Eoelfomys                     | Gen. et sp. nov          | Vianey-Liaud & Hautier | Средний эоцен                                        | Laprade locality                            | Франция · ( Окситания)        | Представитель надсемейства Theridomyoidea. Включает единственный вид — E. lapradensis.                                                   |                                           |    |
| Eumyarion aegeaniensis        | Sp. nov                  | Bilgin et al.          | Нижний миоцен                                        | Beydere 3                                   | Турция                        | Представитель подсемейства Eumyarioninae семейства хомяковых.                                                                            |                                           |    |
| Eumyarion beyderensis         | Sp. nov                  | Bilgin et al.          | Нижний миоцен                                        | Beydere 3                                   | Турция                        | Представитель подсемейства Eumyarioninae семейства хомяковых.                                                                            |                                           |    |
| Heosminthus teredens          | Sp. nov                  | Calede, Tse & Cairns   | Arikareean                                           |                                             | США · ( Монтана)              | Представитель семейства мышовковых. |                                           |    |
| Homœtreposciurus              | Gen. et sp. nov          | Vianey-Liaud & Hautier | Средний эоцен                                        | Egerkingen γ (Швейцарская Юра)              | Швейцария                     | Представитель надсемейства Theridomyoidea. Включает единственный вид — H. egerkingensis.                                                 |                                           |    |
| Hydrochoerus hesperotiganites | Sp. nov                  | White et al.           | Верхний плейстоцен                                   | SDSNH Locality 377 (Сан-Диего)              | США ( Калифорния)             | Вид водосвинок. |                                           |    |
| Hystrix velunensis            | Sp. nov                  | Czernielewski          | Плиоцен                                              | Węże 1                                      | Польша                        | Дикобраз. |                                           |    |
| Ischyromys brevidens          | Sp. nov                  | Korth et al.           | Верхний эоцен — нижний олигоцен (чадроний — ореллий) | Формация Чадрон                             | США · ( Небраска)             | Представитель семейства Ischyromyidae.                                                                                                   |                                           |    |
| Jebelus                       | Gen. et sp. nov          | Kraatz                 | Миоцен                                               | Формация Байнуна (Baynunah Formation)       | ОАЭ                           | Представитель подсемейства песчанковых семейства мышиных. Включает единственный вид — J. rex.                                            |                                           |    |
| Kirkomys miriamae             | Sp. nov                  | Korth et al.           | Верхний эоцен (чадроний)                             | Формация Чадрон                             | США · ( Небраска)             | Представитель семейства Florentiamyidae.                                                                                                 |                                           |    |
| Litoyoderimys grossus         | Sp. nov                  | Korth et al.           | Верхний эоцен — нижний олигоцен (чадроний — ореллий) | Формация Чадрон                             | США · ( Небраска)             | Представитель семейства Eomyidae. |                                           |    |
| Manchenomys                   | Gen. et sp. et comb. nov | Agustí et al.          | Нижний плейстоцен                                    | Формация База (Baza Formation)              | Испания · ( Гренада)          | Полёвка. Включает два вида: - Manchenomys orcensis Agustí et al., 2022typus; - "Mimomys" oswaldoreigi Agustí, Castillo & Galobart, 1993. |                                           |    |
| Mus kerati                    | Sp. nov                  | Stoetzel & Pickford    | Средний плейстоцен                                   | Ben Kerat (Oued Zenati)                     | Алжир                         | Вид домовых мышей. |                                           |    |
| Paradjidaumo patriciae        | Sp. nov                  | Korth et al.           | Верхний эоцен — нижний олигоцен (чадроний — ореллий) | Формация Чадрон                             | США · ( Небраска)             | Представитель семейства Eomyidae. |                                           |    |
| Paraethomys geraadsi          | Sp. nov                  | Stoetzel & Pickford    | Средний плейстоцен                                   | Ben Kerat (Oued Zenati)                     | Алжир                         | Представитель подсемейства мышиных. |                                           |    |
| Pararhizomys parvulus         | Sp. nov                  | Wang                   | Миоцен                                               | Возможно, формация Люйшу (Liushu Formation) | Китай · (Ганьсу)              | Слепышовое из трибы Pararhizomyini подсемейства Tachyoryctoidinae.                                                                       |                                           |    |
| Progonomys prasadi            | Sp. nov                  | Patnaik et al.         | Верхний миоцен                                       | Miocene ape (Sivapithecus) locality         | Индия · (Гуджарат)            | Представитель подсемейства мышиных. |                                           |    |
| Protansomys                   | Gen. et sp. nov          | Korth et al.           | Верхний эоцен — нижний олигоцен (чадроний — ореллий) | Формация Чадрон                             | США · ( Небраска)             | Представитель подсемейства Ansomyinae семейства аплодонтовых. Включает единственный вид — P. gulottai.                                   |                                           |    |
| Shapajamys minor              | Sp. nov                  | Arnal et al.           | Палеоген                                             | Санта-Роза                                  | Перу                          | Представитель надсемейства Erethizontoidea парвотряда Caviomorpha.                                                                       |                                           |    |
| Sinotamias lungui             | Sp. nov                  | Sinitsa & Delinschi    | Верхний миоцен                                       |                                             | Молдова · Украина             | Беличье из трибы Marmotini подсемейства Xerinae.                                                                                         |                                           |    |
| Sinotamias topachevskyi       | Sp. nov                  | Sinitsa & Delinschi    | Верхний миоцен                                       |                                             | Молдова · Украина             | Беличье из трибы Marmotini подсемейства Xerinae.                                                                                         |                                           |    |
| Siouxlindrodon                | Gen. et sp. nov          | Korth et al.           | Верхний эоцен (чадроний)                             | Формация Чадрон                             | США · ( Небраска)             | Представитель семейства Cylindrodontidae. Включает единственный вид — S. sullivani.                                                      |                                           |    |
| Spermophilinus debruijni      | Sp. nov                  | Daxner-Höck et al.     | Миоцен                                               | Тагайская свита                             | Россия · ( Иркутская область) | Беличье из подсемейства Sciurinae. |                                           |    |
| Tamias gilaharee              | Sp. nov                  | Patnaik et al.         | Верхний миоцен                                       | Tapar locality                              | Индия · (Гуджарат)            | Вид бурундуков. |                                           |    |
| Tobienia fejfari              | Sp. nov                  | Tesakov & Bondarev     | Верхний плиоцен                                      | Местонахождение Нижний Розовский            | Россия · ( Омская область)    | Лемминг трибы Lemmini, сочетающий признаки примитивных ранних полёвок и леммингов современного облика.                                   | Сканирующая электронная микроскопия зубов |    |
| Ucayalimys amahuacensis       | Sp. nov                  | Arnal et al.           | Палеоген                                             | Санта-Роза                                  | Перу                          | Представитель Caviomorpha (возможно, в составе Chinchilloidea).                                                                          |                                           |    |
| Vucetichimys                  | Gen. et sp. nov          | Arnal et al.           | Палеоген                                             | Санта-Роза (Santa Rosa)                     | Перу                          | Представитель Caviomorpha. Включает единственный вид — V. pretrilophodoncia.                                                             |                                           |    |
| Yoderimys massarae            | Sp. nov                  | Korth et al.           | Верхний эоцен (чадроний)                             | Формация Чадрон                             | США · ( Небраска)             | Представитель семейства Eomyidae. |                                           |    |

- Kelly & Martin опубликовали исследование филогенетического положения позднемиоценовых хомяковых Paronychomys[англ.] и Basirepomys[англ.][83].
- Carro-Rodríguez et al. провели исследование анатомии черепа Hispanomys moralesi, используя трёхмерные модели материала, полученные при помощи рентгеновской микрокомпьютерной томографии[84].
- Skandalos et al. опубликовали морфологический анализ Cricetodon aliveriensis из нижнемиоценового местонахождения Каридия (Родопы, Северная Греция)[85].
- Casanovas-Vilar & Luján переописали голотип мышиного Canariomys bravoi[англ.][86].
- Azzarà et al. опубликовали описание нового материала дикобраза Hystrix makapanensis из плейстоценовых отложений ущелья Олдувай (Танзания) и предложили уточнённый диагноз данного вида[87].
- Bento Da Costa & Senut описали первые посткраниальные остатки Bathyergoides neotertiarius из миоцена Намибии и, изучив новый материал, сделали выводы об образе жизни представителей этого вида[88].
- Sostillo et al. опубликовали описание нового материала и исследование таксономического разнообразия пакарановых (Dinomyidae) из верхнемиоценовой—нижнеплиоценовой формации Серро-Асуль[англ.] (Аргентина)[89].
- Rasia опубликовал систематическую ревизию крупного пакаранового Gyriabrus из неогена Южной Америки[90].

## Лавразиатерии

### Насекомоядные
| Название                   | Новшество       | Авторы                                                                | Возраст                                 | Типовая местность                   | Страна                                                                  | Примечания | Илл. | ZB |
| -------------------------- | --------------- | --------------------------------------------------------------------- | --------------------------------------- | ----------------------------------- | ----------------------------------------------------------------------- | --- | ---- | -- |
| Dzavui                     | Gen. et sp. nov | Crespo & Jiménez-Hidalgo in Jiménez-Hidalgo, Guerrero-Arenas & Crespo | Олигоцен (рюпель)                       |                                     | Мексика · ( Оахака)                                                     | Гимнура. Включает единственный вид — D. landeri. |      |    |
| Ishimosorex                | Gen. et sp. nov | Zazhigin & Voyta                                                      | Верхний миоцен                          | Ишимская свита                      | Казахстан · (Северо-Казахстанская область)                              | Представитель бурозубочьих из трибы Anourosoricini. Включает единственный вид — I. ishimiensis. |      |    |
| Ladakhechinus              | Gen. et sp. nov | Wazir et al.                                                          | Верхний олигоцен                        | Формация Каргил (Kargil Formation)  | Индия · (Ладакх)                                                        | Представитель настоящих ежей. Включает единственный вид — L. iugummontis. |      |    |
| Magnatalpa                 | Gen. et sp. nov | Oberg & Samuels                                                       | Плиоцен                                 | Gray Fossil Site                    | США · ( Теннесси)                                                       | Предположительно, представитель стволовой группы Desmanini. Включает единственный вид — M. fumamons. |      |    |
| Noritrimylus               | Gen. et sp. nov | Korth et al.                                                          | Предположительно, Chadronian—Arikareean |                                     | США · ( Колорадо · Небраска · Южная Дакота)                             | Представитель землеройковых из подсемейства Heterosoricinae. Включает три вида: - "Domnina" compressa Galbreath, 1953typus; - "Trimylus" dakotensis Repenning, 1967; - "Pseudotrimylus" metaxy Korth, 2020. |      |    |
| Ocajila macdonaldi         | Sp. nov         | Korth                                                                 | Whitneyan                               |                                     | США · ( Монтана)                                                        | Представитель ежовых. |      |    |
| Ocajila rasmusseni         | Sp. nov         | Korth                                                                 | Arikareean                              |                                     | США · ( Монтана)                                                        | Представитель ежовых. |      |    |
| Oligoryctes tenutalonidus  | Sp. nov         | Korth et al.                                                          | Chadronian—Orellan                      | Формация Чадрон (Chadron Formation) | США · ( Небраска)                                                       | Представитель семейства Oligoryctidae. |      |    |
| Paranourosorex intermedius | Sp. nov         | Zazhigin & Voyta                                                      | Верхний миоцен — нижний плиоцен         | Новостаничная свита                 | Казахстан · (Северо-Казахстанская область) · Россия · ( Омская область) | Представитель бурозубочьих из трибы Anourosoricini. |      |    |
| Parascalops grayensis      | Sp. nov         | Oberg & Samuels                                                       | Плиоцен                                 | Gray Fossil Site                    | США · ( Теннесси)                                                       | Представитель рецентного рода Parascalops. |      |    |
| Plesiosorex shanqini       | Sp. nov         | Li                                                                    | Средний миоцен                          |                                     | Китай · (Ганьсу)                                                        | Представитель семейства Plesiosoricidae. |      |    |
| Sonidolestes               | Gen. et sp. nov | Li et al.                                                             | Нижний миоцен                           |                                     | Китай · (Внутренняя Монголия)                                           | Представитель настоящих ежей. Включает единственный вид — S. wendusui. |      |    |

- Schwermann описал череп Exoedaenodus schaubi (Dimylidae), в том числе правую ветвь нижней челюсти, из верхнеолигоценовых отложений коммуны Энспель в Германии[99].
- А. В. Лопатин описал из плейстоцена северного Вьетнама первые за пределами Китая фоссилии землероек рода Chodsigoa: C. caovansunga и C. hoffmanni (находки являются первыми описанными окаменелостями данных видов)[100].
- Parmar, Norboo & Magotra описали остатки ежового Galerix rutlandae и кротового подсемейства Uropsilinae, обнаруженные в миоценовых сиваликских отложениях (англ. Siwalik deposits) Индии. Это первые окаменелости ежовых и кротовых, описанные из сиваликских отложений, и первый материал Uropsilinae из Индийского субконтинента[101].

### Рукокрылые
| Название                          | Новшество       | Авторы            | Возраст            | Типовая местность                       | Страна        | Примечания                                                                                  | Илл. | ZB |
| --------------------------------- | --------------- | ----------------- | ------------------ | --------------------------------------- | ------------- | ------------------------------------------------------------------------------------------- | ---- | -- |
| Palaeochiropteryx sambuceus       | Sp. nov         | Czaplewski et al. | Эоцен (Bridgerian) | Формация Шип-Пас (Sheep Pass Formation) | США ( Невада) | Представитель семейства Palaeochiropterygidae.                                              |      |    |
| Rhinolophus macrorhinus cimmerius | Ssp. nov        | Lopatin           | Нижний плейстоцен  | Таврида                                 | Крым          | Подковоносая летучая мышь.                                                                  |      |    |
| Sonor                             | Gen. et sp. nov | Czaplewski et al. | Эоцен (Bridgerian) | Формация Шип-Пас                        | США ( Невада) | Предположительно, гладконосая летучая мышь. Включает единственный вид — S. handae.          |      |    |
| Volactrix                         | Gen. et sp. nov | Czaplewski et al. | Эоцен (Bridgerian) | Формация Шип-Пас                        | США ( Невада) | Предположительно, представитель Onychonycteridae. Включает единственный вид — V. simmonsae. |      |    |

- Sulser et al. опубликовали исследование эволюции нейроанатомии внутреннего уха рукокрылых[104].
- Kimura et al. представили доказательства того, что вымирание пещерных летучих мышей Miniopterus sp. и Rhinolophus sp. на японском острове Южный Бородино (Минамидайто) произошло под влиянием антропогенных факторов[105].

### Китопарнокопытные
| Название                 | Новшество         | Авторы                               | Возраст            | Типовая местность                        | Страна                                                     | Примечания | Илл. | ZB |
| ------------------------ | ----------------- | ------------------------------------ | ------------------ | ---------------------------------------- | ---------------------------------------------------------- | --- | ---- | -- |
| Afrotragulus akhtari     | Sp. nov           | Sánchez et al.                       | Миоцен             |                                          | Пакистан                                                   | Представитель кроновой группы оленьковых. |      |    |
| Afrotragulus megalomilos | Sp. nov           | Sánchez et al.                       | Миоцен             |                                          | Пакистан                                                   | Представитель кроновой группы оленьковых. |      |    |
| Afrotragulus moralesi    | Sp. nov           | Sánchez et al.                       | Миоцен             |                                          | Пакистан                                                   | Представитель кроновой группы оленьковых. |      |    |
| Discokeryx               | Gen. et sp. nov   | Wang et al.                          | Нижний миоцен      | Формация Халамагай (Halamagai Formation) |                                                            | Представитель семейства Prolibytheriidae надсемейства Giraffoidea, обладавший крепкой головой с костно-роговым шлемом на темени. Включает единственный вид — D. xiezhi. |      |    |
| Ebusia                   | Gen. et sp. nov   | Moyà-Solà, Quintana Cardona & Köhler | Неоген             |                                          | Испания                                                    | Полорогое подсемейства козлиных. Включает единственный вид — E. moralesi.                                                                                               |      |    |
| Hemiauchenia mirim       | Sp. nov           | Greco, Trindade Dantas & Cozzuol     | Верхний плейстоцен |                                          | Бразилия                                                   | Представитель верблюдовых. |      |    |
| Listriodon dukkar        | Sp. nov           | Van der Made et al.                  | Верхний миоцен     | Pasuda                                   | Индия · (Гуджарат)                                         | Представитель подсемейства Listriodontinae семейства свиных. |      |    |
| Neochorlakkia            | Gen. et sp. nov   | Ducrocq et al.                       | Средний эоцен      | Формация Пондаунг (Pondaung Formation)   | Мьянма                                                     | Представитель семейства Dichobunidae. Включает единственный вид — N. myaingensis.                                                                                       |      |    |
| Propotamochoerus aegaeus | Sp. nov           | Lazaridis, Tsoukala & Kostopoulos    | Миоцен (туролий)   |                                          | Болгария · Греция · Северная Македония · Италия? · Турция? | Представитель трибы Dicoryphochoerini подсемейства Suinae семейства свиных.                                                                                             |      |    |
| Rusingameryx             | Gen. et comb. nov | Pickford                             | Миоцен             |                                          | Кения · Намибия · Уганда                                   | Антракотерий; новая комбинация для "Brachyodus" aequatorialis MacInnes, 1951.                                                                                           |      |    |
| Ua                       | Gen. et sp. nov   | Solounias, Smith & Rios Ibàñez       | Миоцен             | Формация Чинджи (Chinji Formation)       | Пакистан                                                   | Представитель жирафовых, возможно, родственник окапи. Включает единственный вид — U. pilbeami. Омоним рода перепончатокрылых Ua Girault, 1929.                          |      |    |

- Carrasco et al. опубликовали исследование рациона Hemiauchenia paradoxa[англ.], гуанако и викуний из плейстоцена южной Бразилии[117].
- Klementiev et al. описали материал верблюдов из верхнего плейстоцена пещеры Цагаан-Агуй и памятника Тугрут-Ширээт в Монголии, отнесённый к Camelus knoblochi[англ.] и Camelus ferus соответственно. Обнаружение остатков C. knoblochi — первых в Монголии — было интерпретировано как свидетельство того, что этот вид существовал на территории Гоби до максимума последнего оледенения[118][119].
- Iannucci & Begun описали ископаемые остатки свиных Propotamochoerus palaeochoerus (Suinae) и cf. Parachleuastochoerus (Tetraconodontinae) из верхнемиоценового местонахождения Alsótelekes в северо-восточной Венгрии[120].
- Chahud & Okumura опубликовали работу по таксономии и палеоэкологии оленевых (Cervidae) и пекариевых (Tayassuidae) из голоценовых отложений пещеры Кувьери, штат Минас-Жерайс, восточная Бразилия[121].
- Laskos & Kostopoulos опубликовали ревизию систематики крупных Palaeotragus, живших на территории Евразии в позднем миоцене, а также описали новый материал этого рода из миоценовых (Vallesian[англ.]) отложений Северной Греции[122].
- Deng et al. реконструировали почти полные митохондриальные геномы четырёх особей древних косуль (Capreolus spp.) из Северо-Восточного Китая. Была исследована генетическая связь древних косуль с современными популяциями, а также эволюционная история и популяционная динамика[англ.] рода[123].
- Tseng et al. описали остатки вымершего полорогого Qurliqnoria cheni, обнаруженные в миоценовых отложениях на севере Тибетского нагорья. Используя новые морфологические данные, исследователи пришли к выводу о связи Qurliqnoria с оронго (Pantholops hodgsonii)[124].
- Ratajczak-Skrzatek et al. описали остатки степных зубров (Bison priscus) из верхнего плейстоцена пещеры Бишник (Biśnik Cave) в Польше[125].
- Rivals et al. опубликовали исследование микроизноса зубов[англ.] и вероятной диеты Anthracotherium и Entelodon. Палеонтологи пришли к выводу, что у энтелодона была всеядная диета, аналогичная диете современного кабана, в то время как антракотерий был оппортунистическим растительноядным, разные особи которого были определены как общипывавшие побеги (браузеры[англ.]), плодоядные и пастбищные травоядные[англ.] (грейзеры)[126].
- Martínez-Navarro et al. описали почти полный череп молодой особи Hippopotamus gorgops из нижнеплейстоценового местонахождения Буйя (Buia) в Эритрее. Сравнив обнаруженный череп с черепом молодых обыкновенных бегемотов (Hippopotamus amphibius), исследователи пришли к выводу, что H. gorgops имел иной характер роста и на относительно ранних стадиях онтогенеза был лучше приспособлен к водному образу жизни[127].

#### Китообразные
| Название                    | Новшество         | Авторы                    | Возраст           | Типовая местность                               | Страна                           | Примечания | Илл. | ZB |
| --------------------------- | ----------------- | ------------------------- | ----------------- | ----------------------------------------------- | -------------------------------- | --- | ---- | -- |
| Angelocetus                 | Gen. et sp. nov   | Peri et al.               | Миоцен (бурдигал) |                                                 | Италия                           | Представитель Physeteroidea. Включает единственный вид — A. cursiensis.                                               |      |    |
| Antaecetus                  | Gen. et comb. nov | Gingerich, Amane & Zouhri | Эоцен (бартон)    | Формация Аридал (Aridal Formation)              | Западная Сахара                  | Базилозаврид; новая комбинация для "Platyosphys" aithai Gingerich & Zouhri, 2015.                                     |      |    |
| Archaebalaenoptera eusebioi | Sp. nov           | Bisconti et al.           | Миоцен (тортон)   | Формация Писко (Pisco Formation)                | Перу                             | Полосатиковый кит. |      |    |
| Jobancetus                  | Gen. et sp. nov   | Kimura, Hasegawa & Suzuki | Миоцен (бурдигал) | Формация Минамиширадо (Minamishirado Formation) | Япония ( Фукусима)               | Усатый кит неясного систематического положения. Включает единственный вид — J. pacificus.                             |      |    |
| Kaaucetus                   | Gen. et sp. nov   | Hernández-Cisneros        | Верхний олигоцен  | Формация Эль-Сиен (El Cien Formation)           | Мексика                          | Стволовое китообразное из семейства Aetiocetidae. Включает единственный вид — K. thesaurus.                           |      |    |
| Miophyseter                 | Gen. et sp. nov   | Kimura & Hasegawa         | Миоцен (бурдигал) | Формация Тоёхама (Toyohama Formation)           | Япония                           | Представитель группы Physeteroidea. Включает единственный вид — M. chitaensis.                                        |      |    |
| Persufflatius               | Gen. et sp. nov   | Bosselaers & Munsterman   | Миоцен (тортон)   | Формация Диссен (Diessen Formation)             | Нидерланды · ( Северный Брабант) | Усатый кит из клады Balaenomorpha. Включает единственный вид — P. renefraaijeni.                                      |      |    |
| Rododelphis                 | Gen. et sp. nov   | Bianucci et al.           | Нижний плейстоцен | Формация Линдос (Lindos Formation)              | Греция                           | Дельфин подсемейства Globicephalinae, близкий родственник малой косатки. Включает единственный вид — R. stamatiadisi. |      |    |

- Buono & Vlachos опубликовали исследование роли реорганизации костей в эволюции интегрированных и гетерогенных черепов китообразных[136].
- К. К. Тарасенко описал первые остатки базилозаврид (Basilosauridae) из эоценовых отложений белоглинской свиты (Краснодарский край, Россия)[137].
- Bianucci & Collareta опубликовали обзор ископаемых китообразных из отложений восточной части бассейна Писко[англ.] (East Pisco Basin) в Перу[138].
- Gatesy et al. опубликовали исследование эволюции структур питания усатых китов при переходе от зубов к усам, в котором выделили новую кладу Kinetomenta, содержащую группы Aetiocetidae и Chaeomysticeti[139].
- Zazzera et al. описали почти полный, частично сочленённый скелет полосатикового кита (Balaenopteridae) из нижнего плейстоцена юга Италии и изучили его с точки зрения систематики, тафономии и палеобиогеографии[140].
- Tanaka, Ortega & Fordyce описали из нижнемиоценовых отложений Gee Greensand (Новая Зеландия) новый экземпляр архаичного зубатого кита, относящегося или близкого к виду Prosqualodon davidis. В рамках работы проведено исследование эволюционной истории мозга зубатых китов[141].
- Merella et al. описали второй экземпляр нарвалового Casatia thermophila из плиоцена Италии (Тоскана) и, основываясь на новых данных, уточнили диагноз вида[142].

### Panperissodactyla(непарнокопытныеи родственники)
| Название     | Новшество       | Авторы                | Возраст            | Типовая местность                         | Страна                        | Примечания | Илл. | ZB |
| ------------ | --------------- | --------------------- | ------------------ | ----------------------------------------- | ----------------------------- | --- | ---- | -- |
| Equus vekuae | Sp. nov         | Zack, Poust, & Wagner | Нижний плейстоцен  | Дманиси                                   | Грузия · (Квемо-Картли)       | Вид лошадей. |      |    |
| Kyraodus     | Gen. et sp. nov | Zimicz et al.         | Эоцен (Itaboraian) | Формация Ламбрера (Lumbrera Formation)    | Аргентина                     | Южноамериканское копытное, близкое к Mioclaenidae, Litopterna, Didolodontidae и Phenacodontidae. Включает единственный вид — K. churcalensis. |      |    |
| Ulanodon     | Nom. nov        | Bai & Qi              | Верхний эоцен      | Формация Улан-Гочо (Ulan Gocho Formation) | Китай · (Внутренняя Монголия) | Гиракодонтовое; замена для названия Ulania Qi, 1990.                                                                                          |      |    |

- Pandolfi et al. описали новый материал носорога Pliorhinus megarhinus, обнаруженный в нижнеплиоценовых отложениях Vera Basin (Испания), а также провели исследование биохронологии и биогеографии носорогов из плиоцена Испании[146].
- Handa et al. описали скелет шерстистого носорога (Coelodonta antiquitatis), обнаруженный в верхнеплейстоценовых отложениях на строительной площадке в городе Чингис (Восточная Монголия)[147].
- Perales-Gogenola et al. описали новые ископаемые остатки палеотериевых (Palaeotheriidae) из среднеэоценовых (бартонских) отложений в районе Масатерона[англ.] (Сория, Испания)[148].
- Perales-Gogenola et al. опубликовали исследование эволюции диетических стратегий Plagiolophus[англ.][149].
- Sun et al. описали хорошо сохранившиеся черепа и посткраниальный материал Hippotherium weihoense[англ.] из верхнемиоценовых отложений бассейна Линься (Linxia Basin) в Китае. В исследовании приводится пересмотренный диагноз H. weihoense и произведена синонимизация этого вида с H. chiai. Основываясь на анализе локомоторных способностей, палеонтологи пришли к выводу, что в отличие от других видов рода H. weihoense жил на открытой местности[150].
- van der Made et al. опубликовали обзор наиболее молодых остатков гиппарионов (Hipparion), обнаруженных в Старом Свете; в работе затрагиваются проблемы классификации гиппарионов из плейстоцена Африки[151].
- Eisenmann опубликовала ревизию ископаемых остатков лошадиных из Хапровского фаунистического комплекса (Ростовская область, Россия)[152].
- Mecozzi & Strani опубликовали исследование таксономии и биохронологии лошадиных, живших на территории нынешней Апулии (Италия) с конца среднего плейстоцена по ранний голоцен[153].
- Cirilli опубликовал ревизию материала Equus stehlini из виллафранкских отложений Италии (Тоскана; Upper Valdarno Basin)[154].

### Oxyaenodonta
| Название     | Новшество       | Авторы                | Возраст       | Типовая местность | Страна            | Примечания                                                                             | Илл. | ZB |
| ------------ | --------------- | --------------------- | ------------- | ----------------- | ----------------- | -------------------------------------------------------------------------------------- | ---- | -- |
| Diegoaelurus | Gen. et sp. nov | Zack, Poust, & Wagner | Средний эоцен | Формация Сантьяго | США ( Калифорния) | Оксиенид подсемейства Machaeroidinae. Включает единственный вид — D. vanvalkenburghae. |      |    |

- Kort et al. опубликовали исследование посткраниального скелета и локомоции Patriofelis ulta, основанное на двух ранее неизвестных неполных образцах[156].

### Хищные
Описание опубликовано/анонсировано в 2022 г.
 Описание было анонсировано в 2021 г., но публикация его финальной версии состоялась в 2022 г.
| Название                            | Новшество         | Авторы                     | Возраст                             | Типовая местность                           | Страна                                    | Примечания                                                                                               | Илл. | ZB |
| ----------------------------------- | ----------------- | -------------------------- | ----------------------------------- | ------------------------------------------- | ----------------------------------------- | --- | ---- | -- |
| Adeilosmilus                        | Gen. et comb. nov | Jiangzuo, Werdelin & Sun   | Миоцен                              |                                             | Чад                                       | Саблезубая кошка; новая комбинация для "Machairodus" kabir Peigné et al., 2005.                          |      |    |
| ?Agriarctos nikolovi                | Sp. nov           | Jiangzuo & Spassov         | Миоцен (мессиний)                   | Формация Лозенец (Lozenets Formation)       | Болгария · (Благоевградская область)      | Представитель трибы Ailuropodini подсемейства Ailuropodinae семейства медвежьих.                         |      |    |
| Aragonictis                         | Gen. et sp. nov   | Valenciano et al.          | Миоцен                              |                                             | Испания                                   | Представитель куньих. Включает единственный вид — A. araid.                                              |      |    |
| Canis hewitti                       | Sp. nov           | Fourvel & Frerebeau        | Плиоцен — плейстоцен                |                                             | ЮАР · (Гаутенг)                           | Вид волков.                                                                                              |      |    |
| Circamustela hartmanni              | Sp. nov           | Kargopoulos et al.         | Миоцен (тортон)                     |                                             | Германия · ( Бавария)                     | Кунье из подсемейства Guloninae.                                                                         |      |    |
| Enhydriodon omoensis                | Sp. nov           | Grohé, Uno & Boisserie     | Плиоцен — плейстоцен                | Формация Шунгура (Shungura Formation)       | Эфиопия                                   | Гигантская выдра.                                                                                        |      |    |
| Hadrokirus novotini                 | Sp. nov           | Hafed et al.               | Неоген                              |                                             | США · ( Северная Каролина)                | Настоящий тюлень подсемейства Monachinae.                                                                |      |    |
| Homiphoca murfreesi                 | Sp. nov           | Hafed et al.               | Неоген                              |                                             | США · ( Северная Каролина)                | Настоящий тюлень подсемейства Monachinae.                                                                |      |    |
| Longchuansmilus                     | Gen. et sp. nov   | Jiangzuo et al.            | Верхний миоцен                      |                                             | Китай                                     | Саблезубая кошка. Включает единственный вид — L. xingyongi.                                              |      |    |
| Mogharacyon                         | Gen. et comb. nov | Morales & Pickford         | Нижний миоцен                       | Могра (Moghra)                              | Египет                                    | Амфиционид; новая комбинация для "Cynelos" anubisi Morlo et al., 2019.                                   |      |    |
| Moralesictis                        | Gen. et sp. nov   | Valenciano & Baskin        | Хемфиллий                           |                                             | США · ( Техас)                            | Кунье из подсемейства Mellivorinae. Включает единственный вид — M. intrepidus.                           |      |    |
| Namibiocyon                         | Gen. et comb. nov | Morales & Pickford         | Нижний миоцен                       | Arridrift (Шпергебит)                       | Намибия                                   | Амфиционид; новая комбинация для "Ysengrinia" ginsburgi Morales et al., 1998.                            |      |    |
| Neoyunnanotherium                   | Nom. nov          | Deshmukh & Valenciano      | Верхний миоцен                      |                                             | Китай · (Юньнань)                         | Скунс; замена названия рода Yunnanotherium Qi, 2014, занятого родом оленьковых Yunnanotherium Han, 1986. |      |    |
| Panthera gombaszoegensis jinpuensis | Ssp. nov          | Jiangzuo et al.            | Средний плейстоцен                  |                                             | Китай                                     | Подвид P. gombaszoegensis («европейского ягуара»).                                                       |      |    |
| Panthera uncia pyrenaica            | Ssp. nov          | Hemmer                     | Плейстоцен (МИС 14)                 |                                             | Франция                                   | Вымерший подвид ирбиса.                                                                                  |      |    |
| Percrocuta xixiaensis               | Sp. nov           | Xiong                      | Миоцен                              | Формация Чжанэньбао (Zhang’enbao Formation) | Китай · (Нинся-Хуэйский автономный район) | Представитель кошкообразных, вместе со всем родом перенесённый в состав семейства гиеновых.              |      |    |
| Protocyon orocualensis              | Sp. nov           | Ruiz-Ramoni, Wang & Rincón | Верхний плиоцен / Нижний плейстоцен |                                             | Венесуэла                                 | Псовое подтрибы Cerdocyonina.                                                                            |      |    |
| Taowu                               | Gen. et sp. nov   | Jiangzuo et al.            | Плейстоцен                          |                                             | Китай                                     | Карликовая саблезубая кошка. Включает единственный вид — T. liui.                                        |      |    |

- Bartolini-Lucenti, Madurell-Malapeira & Rook опубликовали исследование остатков хищных из миоценового (мессинского) местонахождения Кава-Монтицино (Cava Monticino) в Италии. Было подтверждено присутствие пяти таксонов хищных: одного кошачьего (Felis christoli; один из древнейших представителей рода в Западной Европе), двух гиеновых (Lycyaena cf. chaeretis и Plioviverrops faventinus), одного псового (Eucyon monticinensis; древнейший представитель своего рода в Старом Свете) и одного куньего (Mellivora benfieldi; самый северный медоед)[173].
- Koufos & Tamvakis опубликовали исследование остатков хищных из виллафранкских отложений Либакоса (Македония, Греция)[174].
- Famoso & Orcutt описали новый материал Palaeogale[англ.] из олигоценовых отложений формации Джон-Дэй[англ.] (Орегон, США). Это первые остатки данного рода, обнаруженные в регионе Тихоокеанского Северо-Запада Северной Америки[175].
- Chahud описал пястные кости и фаланги пальцев передних конечностей Smilodon populator (Felidae), которые принадлежат одному из самых маленьких известных науке представителей данного вида[176].
- Manzuetti et al. сообщили об обнаружении в отложениях верхнеплейстоценовой формации Сопас (Sopas Formation) на севере Уругвая остатков черепа (включая нижнюю челюсть), которые они приписали оцелоту (Leopardus pardalis). Прежде с территории Уругвая не были известны ископаемые остатки оцелотов[177].
- Cuccu et al. описали новый материал рыси, относящейся или близкой к виду Lynx issiodorensis, из виллафранкского местонахождения Пуэбла-де-Вальверде (Puebla de Valverde) в Испании[178].
- Pérez-Claros опубликовал исследование происхождения гиен-дурофагов[англ.], приспособленных к разгрызанию костей. Автор работы пришёл к выводу, что древнейшие свидетельства потребления гиенами падали относятся к виду Allohyaena sarmatica из верхнего миоцена Украины[179].
- Prassack & Walkup описали робустную зубную кость псового (Canidae) из плиоценовой формации Гленнс-Ферри[англ.] (национальный памятник «Ископаемые пласты Хагермана»[англ.]; Айдахо, США). Кроме того, в рамках той же работы было проведено исследование разнообразия ископаемых псовых пластов Хагермана[180].
- Jiangzuo et al. описали новый материал Xenocyon lycaonoides из пещеры Цзиньюань (Jinyuan Cave) в Китае, что подтвердило присутствие этого вида в Восточной Азии в начале среднего плейстоцена. Авторы исследования пришли к выводу, что X. lycaonoides не был предком гиеновидной собаки (Lycaon pictus), но являлся её близким родственником[181].
- Iurino et al. описали череп взрослого волка (Canis lupus) из местонахождения Понте-Галерия (Ponte Galeria; Рим, Италия), представляющий древнейшие надёжно определённые остатки этого вида из Европы, а также являющийся крупнейшим известным черепом среднеплейстоценового европейского псового. Находка относится ко времени перехода от Canis mosbachensis к Canis lupus, что ещё раз подчёркивает её научную значимость[182].
- Gimranov et al. опубликовали исследование морфологии скелета, сравнительной анатомии и палеоэкологии малых пещерных медведей из пещеры Иманай в Башкортостане (Россия), остатки которых первоначально были отнесены к виду Ursus savini[183].
- Savvidou et al. опубликовали исследование функциональной морфологии черепа барсука Meles dimitrius из нижнего плейстоцена Греции[184].

## Прочие
| Название       | Новшество       | Авторы                  | Возраст                   | Типовая местность                                   | Страна                     | Примечания                                                                                                 | Илл. | ZB |
| -------------- | --------------- | ----------------------- | ------------------------- | --------------------------------------------------- | -------------------------- | --- | ---- | -- |
| Amazighodon    | Gen. et sp. nov | Lasseron et al.         | Юрско-меловая граница     | Формация Ксар-Метлили (Ksar Metlili Formation)      | Марокко                    | Представитель семейства Donodontidae. Включает единственный вид — A. orbis.                                |      |    |
| Anoualestes    | Gen. et sp. nov | Lasseron et al.         | Юрско-меловая граница     | Формация Ксар-Метлили                               | Марокко                    | Представитель семейства Donodontidae. Включает единственный вид — A. incidens.                             |      |    |
| Beckumia       | Gen. et sp. nov | Martin et al.           | Нижний мел (баррем — апт) | Balve locality                                      | Германия                   | Представитель семейства Dryolestidae. Включает единственный вид — B. sinemeckelia.                         |      |    |
| Butlerodon     | Gen. et sp. nov | Mao et al.              | Средняя юра               | Формация Уайт-Лаймстоун (White Limestone Formation) | Великобритания · ( Англия) | Многобугорчатое из семейства Kermackodontidae. Включает единственный вид — B. quadratus.                   |      |    |
| Cifellitherium | Gen. et sp. nov | Martin et al.           | Нижний мел (баррем — апт) | Balve locality                                      | Германия                   | Симметродонт из семейства Spalacotheriidae. Включает единственный вид — C. suderlandicum.                  |      |    |
| Cokotherium    | Gen. et sp. nov | Wang et al.             | Нижний мел                | Формация Цзюфотан (Jiufotang Formation)             | Китай                      | Представитель базальной группы эутерий. Включает единственный вид — C. jiufotangensis.                     |      |    |
| Donodon minor  | Sp. nov         | Lasseron et al.         | Юрско-меловая граница     | Формация Ксар-Метлили                               | Марокко                    | Представитель семейства Donodontidae.                                                                      |      |    |
| Erythrobaatar  | Gen. et sp. nov | Jin et al.              | Верхний мел (маастрихт)   | Формация Хекоу (Hekou Formation)                    | Китай · (Цзянси)           | Многобугорчатое из надсемейства Taeniolabidoidea. Включает единственный вид — E. ganensis.                 |      |    |
| Indoclemensia  | Gen. et sp. nov | Mantilla et al.         | Верхний мел / Палеоцен    | Рангапур (Rangapur locality)                        | Индия                      | Представитель эутерий неясного систематического положения. Включает два вида — I. naskalensis и I. magnus. |      |    |
| Minutolestes   | Gen. et sp. nov | Martin et al.           | Нижний мел (баррем — апт) | Balve locality                                      | Германия                   | Представитель семейства Dryolestidae. Включает единственный вид — M. submersus.                            |      |    |
| Namibiodon     | Gen. et sp. nov | Goin, Crespo & Pickford | Эоцен (ипр — лютет)       | Black Crow, Sperrgebiet                             | Намибия                    | Представитель семейства Adapisoriculidae. Включает единственный вид — N. australis.                        |      |    |
| Stylodens      | Gen. et sp. nov | Lasseron et al.         | Юрско-меловая граница     | Формация Ксар-Метлили                               | Марокко                    | Представитель семейства Donodontidae. Включает единственный вид — S. amerrukensis.                         |      |    |
| Woodeatonia    | Gen. et sp. nov | Mao et al.              | Средняя юра               | Формация Уайт-Лаймстоун                             | Великобритания · ( Англия) | Представитель аллотерий неясного систематического положения. Включает единственный вид — W. parva.         |      |    |

- Rich et al. описали второй экземпляр Corriebaatar marywaltersae[англ.] из нижнемеловых отложений Flat Rocks fossil site (формация Эумералла[англ.], Австралия), дающий новую информацию об анатомии этого вида и подтверждающий его принадлежность к многобугорчатым[192].
- Solomon et al. описали новый материал многобугорчатого Barbatodon из верхнего мела Румынии[193].
- Mao, Liu & Meng описали новый экземпляр симметродонта Lactodens sheni из нижнемеловой формации Цзюфотан[англ.] (Китай), сравнив его нижнюю челюсть и зубы с Origolestes lii[194].

### Комментарии
1. ↑  Бо́льшая часть Крымского полуострова  является объектом территориальных разногласий между Россией, контролирующей спорную территорию, и Украиной, в пределах признанных большинством государств — членов ООН границ которой спорная территория находится. Согласно федеративному устройству России, на спорной территории Крыма располагаются субъекты Российской Федерации — Республика Крым и город федерального значения Севастополь. Согласно административному делению Украины, на спорной территории Крыма располагаются регионы Украины — Автономная Республика Крым и город со специальным статусом Севастополь.